# Barbados ai XVII Giochi paralimpici estivi
Barbados ha partecipato ai XVII Giochi paralimpici estivi che si sono svolti a Parigi in Francia, dal 28 agosto all'8 settembre 2024, con una delegazione di un atleta uomo, che ha gareggiato in una disciplina.

## Nuoto
Fonte:
| Atleta                | Evento                          | Batteria  | Batteria  | Finale          | Finale          |
| Atleta                | Evento                          | Risultato | Posizione | Risultato       | Posizione       |
| --------------------- | ------------------------------- | --------- | --------- | --------------- | --------------- |
| Antwahn Boyce-Vaughan | Uomini 50 metri stile libero S9 | 34"28     | 18°       | non qualificato | non qualificato |